# Пама
Пама (нем. Pama) — коммуна (нем. Gemeinde) в Австрии, в федеральной земле Бургенланд. 
Входит в состав округа Нойзидль-ам-Зе.  Население составляет 1026 человек (на 31 декабря 2005 года). Занимает площадь 26,4 км². Официальный код  —  10715.

## Политическая ситуация
Бургомистр коммуны — Йозеф Ветцельхофер (СДПА) по результатам выборов 2007 года.
Совет представителей коммуны (нем. Gemeinderat) состоит из 19 мест.
- СДПА занимает 11 мест.
- АНП занимает 8 мест.